# (147799) 2005 RA34
(147799) 2005 RA34 (2005 RA34, 2003 GG18) — астероїд головного поясу, відкритий 15 вересня 2005 року.
Тіссеранів параметр щодо Юпітера — 3,276.